# Route Romantique
De Route Romantique is een bewegwijzerde toeristische autoroute in Wallonië. De 124 kilometer lange route door de Condroz is bewegwijzerd met zeshoekige borden. De route loopt door Hoei, Scry, Ouffet, Bois-Borsu.